# 1170-es évek
Évszázadok: 11. század · 12. század · 13. század
Évtizedek: 1120-as évek · 1130-as évek · 1140-es évek · 1150-es évek · 1160-as évek · 1170-es évek · 1180-as évek · 1190-es évek · 1200-as évek · 1210-es évek · 1220-as évek
Évek: 1170 · 1171 · 1172 · 1173 · 1174 · 1175 · 1176 · 1177 · 1178 · 1179

## A világ vezetői
- III. István magyar király (Magyar Királyság) (1162–1172† )
- III. Béla magyar király (Magyar Királyság) (1172–1196† )